# Rasmus Gemke
Rasmus Gemke (* 11. Januar 1997 in Viby) ist ein dänischer Badmintonspieler.

## Karriere
Gemke machte bereits 2011 international auf sich aufmerksam, als er bei den Jugendeuropameisterschaften in der Altersklasse U17 ins Endspiel einzog. 2012 und 2013 wurde er im Herreneinzel dänischer Juniorenmeister. Im folgenden Jahr erspielte er bei den Dänischen Meisterschaften die Bronzemedaille, bevor er 2015 bei den Junioreneuropameisterschaften in Lubin mit der dänischen Nachwuchsmannschaft auf den dritten Platz kam. 2017 war Gemke zum ersten Mal bei einem internationalen Wettkampf siegreich, als er sich bei den Finnish Open durchsetzen konnte. Außerdem gewann er mit den Badminton Open Saarbrücken auch ein Turnier des BWF Grand Prix. Im Jahr darauf triumphierte der Däne bei den Spain Masters, einem Wettbewerb der BWF World Tour, während er im Endspiel der Orléans Masters am Niederländer Mark Caljouw scheiterte. Außerdem wurde Gemke mit der Dänischen Nationalmannschaft der Herren Europameister. 2019 erspielte er den Titel bei den Azerbaijan International und siegte auch mit dem gemischten Team Dänemarks bei den Kontinentalmeisterschaften. In seinem Heimatland zog Gemke 2020 ins Finale der Denmark Open ein, in dem er gegen seinen Landsmann Anders Antonsen unterlag. 2021 erspielte er mit der Nationalmannschaft die Bronzemedaille bei der Weltmeisterschaft der Herrenteams, dem Thomas Cup, während er bei den Mannschaftseuropameisterschaften den Titel verteidigen konnte. Im Folgejahr stand Gemke erneut beim Thomas Cup auf dem Podium und wurde bei den French Open Vizemeister.

## Sportliche Erfolge
| Jahr | Veranstaltung                        | Platz | Disziplin    |
| ---- | ------------------------------------ | ----- | ------------ |
| 2011 | Jugendeuropameisterschaft 2011       | 2.    | Herreneinzel |
| 2012 | Dänische Jugendmeisterschaft 2012    | 1.    | Herreneinzel |
| 2013 | Dänische Jugendmeisterschaft 2013    | 1.    | Herreneinzel |
| 2014 | Dänische Meisterschaft 2014          | 3.    | Herreneinzel |
| 2015 | Junioreneuropameisterschaft 2015     | 3.    | Mannschaft   |
| 2017 | Finnish Open 2017                    | 1.    | Herreneinzel |
| 2017 | Badminton Open Saarbrücken 2017      | 1.    | Herreneinzel |
| 2018 | Spain Masters 2018                   | 1.    | Herreneinzel |
| 2018 | Orléans Masters 2018                 | 2.    | Herreneinzel |
| 2018 | Mannschaftseuropameisterschaft 2018  | 1.    | Mannschaft   |
| 2019 | Azerbaijan International 2019        | 1.    | Herreneinzel |
| 2019 | Mannschaftseuropameisterschaft 2019  | 1.    | Mannschaft   |
| 2020 | Denmark Open 2020                    | 2.    | Herreneinzel |
| 2021 | Mannschaftseuropameisterschaft 2021  | 1.    | Mannschaft   |
| 2021 | Thomas Cup 2020                      | 3.    | Mannschaft   |
| 2022 | French Open 2022                     | 2.    | Herreneinzel |
| 2022 | Thomas Cup 2022                      | 3.    | Mannschaft   |
| 2024 | Dänische Badmintonmeisterschaft 2024 | 1.    | Herreneinzel |
| 2025 | Dänische Badmintonmeisterschaft 2025 | 1.    | Herreneinzel |